# Hug Candidus
Hug Candidus (c. 1095 – c. 1160) fou un monjo benedictí del monestir de Peterborough (Anglaterra), que va escriure en llatí medieval un llibre d'Història que comença narrant els fets a mitjan segle vii quan es va fundar el monestir, que en aquella època es deia Medeshamstede, fins a mitjan segle xii.

## Biografia

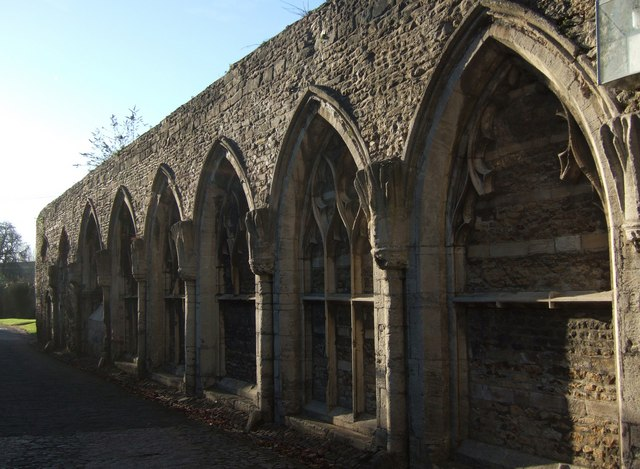
Restes del refectori de l'abadia on va viure Hug, actualment només es conserva en ús l'església que va esdevenir una important catedral.

Hug Candidus va ingressar com a monjo de l'abadia de Peterborough quan només era un noi. Va créixer en aquesta comunitat juntament amb el seu germà gran "Reinaldus Spiritus", que va ser sagristà durant el període que el monestir va estar governat per l'abat Ernulf (1107-1114). Hugh va ser un nen malaltís i, tot i que mai va tenir bona salut, va viure molts anys. L'anomenaven amb el nom llatí "Hugo Albus", pel color pàl·lid de la seva pell, que li conferia una certa bellesa; els escriptors posteriors li van posar el nom de "Hugo Candidus", que és un sinònim. John Leland pensava que Candidus era el seu cognom, però no és així.
Els principals mestres que va tenir Hug van ser l'abat Ernulf i el seu germà Reginald; poc abans de morir Hug va escriure sobre tots dos amb paraules d'afecte. Va continuar com a monjo mentre el monestir era governat pels abats: Joan, Enric, Martí de Bec i Guillem de Waterville. Es va guanyar l'afecte dels abats i dels monjos, tant els joves com els de més edat, igualment era ben rebut als monestirs de la rodalia i entre els laics. Va passar per tots els oficis del monestir, els relacionats amb tasques internes i també els relacionats amb el món exterior. Durant l'època de l'abat Martí (1133-1155), fou escollit subprior. Va estar present durant l'incendi de l'església de l'abadia de l'any 1116. Quan es va reconstruir i el bisbe Alexandre de Lincoln la va tornar a consagrar el 1139, ell va ser l'encarregat de netejar i besar el braç dret de Sant Oswald, la relíquia més preuada de la comunitat de Peterborough. Va donar testimoni que, malgrat l'incendi, la pell i la carn del sant encara estaven senceres, coincidint amb la profecia de sant Aidan. El dia que va morir Martí, 2 de gener del 1155, Hug va ser designat juntament amb onze monjos més, els de més edat, per formar una comissió que designés un nou abat: van escollir Guillem de Waterville. L'endemà, Hug i el prior Reginald, van anar a anunciar el resultat de l'elecció al rei Enric II, que estava a Oxford en companyia de l'arquebisbe Teobald de Canterbury i el rei va confirmar l'elecció.

## Obra escrita
Història de l'abadia de Peterborough
Hug va escriure la història de l'abadia de Peterborough en llatí medieval. En aquesta obra descriu les circumstàncies de la seva fundació quan el lloc es deia Medeshamstede al segle vii; després explica com es va tornar a fundar pel bisbe Æthelwold de Winchester al segle x i el canvi de nom pel "Borough" («burg»), que escrit en la forma anglonormanda és "Burch"; explica com va anar creixent en riquesa abans de la conquesta normanda el 1066, a partir de la qual es va començar a dir "the golden borough" («el burg daurat»); i el llibre finalitza amb l'elecció de l'abat Guillem de Waterville. Segons l'historiador King, "els escrits d'Hug mai es desvien del monestir, el seu edifici, les seves possessions i els sants que en vetllaven." Anys més tard, altres escriptors van intercalar diversos afegits, fins i tot narrant la mort d'Hug i un breu relat de la deposició de Guillem de Waterville el 1175. S'ha conjecturat que Hug probablement va morir poc després de l'elecció de Waterville.
La Història de l'abadia de Peterborough la va publicar per primera vegada Joseph Sparke, el 1723, dins del llibre  Historiæ Anglicanæ Scriptores Variæ, a partir d'un manuscrit del segle xiv titulat "El llibre de Walter de Whittlesey". En la mateixa col·lecció es va publicar una traducció resumida en parts, escrita en versos franconormands, amb una continuació amb dades històriques fins al 1246 procedent d'un manuscrit del 1250 que actualment es conserva a la Sala dels Manuscrits de la biblioteca de la universitat de Cambridge i se l'anomena "El llibre de Robert de Swaffham." Tanmateix la versió més antiga que es conserva de la Història d'Hug és una transcripció feta al segle xvii d'un manuscrit que es va destruir quan part de la Biblioteca Cotton va patir un incendi el 1731. L'edició més recent és una en la qual consten tres versions de llatí medieval per comparar les diferències evolutives de l'idioma; va ser una idea de l'editor W.T. Mellows, que la va publicar el 1949. C. i W.T. Mellows van fer una traducció a l'anglès, editada per W. T. Mellows, que es va publicar per primera vegada el 1941, del qual existeix una tercera edició revisada publicada el 1980.
Crònica de Peterborough
L'autoria de la Crònica de Peterborough és controvertida: mentre que alguns historiadors el citen com a autor, altres s'hi neguen rotundament. La Crònica de Peterborough és una versió local de la Crònica anglosaxona que, igual com la seva història del monestir, acaba abruptament amb l'elecció de Guillem de Waterville i aquest és un dels motius principals per atribuir-li l'autoria d'un text que està sense signar.
Entre els qui no accepten aquesta hipòtesi argumenten que, la Crònica està escrita en anglès, mentre que la Història en llatí i els sembla que un monjo no s'hauria rebaixat a fer servir altre idioma que no fos el llatí. També hi ha qui opina que Hug "bé podria ser mig normand", i segons el darrer editor de la Història d'Hug, es nota que l'anglès antic també s'entenia i es feia servir en els cercles monàstics de Peterborough a mitjan segle xii, a banda que es pugui fer servir per demostrar que potser allà es va fer una transcripció de la Crònica". Aquest editor considera que és més probable que Hug fes ús de la Crònica per escriure la seva Història més que no pas a la inversa; un editor anterior va opinar en canvi que tot sembla indicar que Hug no va ser l'autor de la Crònica.